# Power-to-X

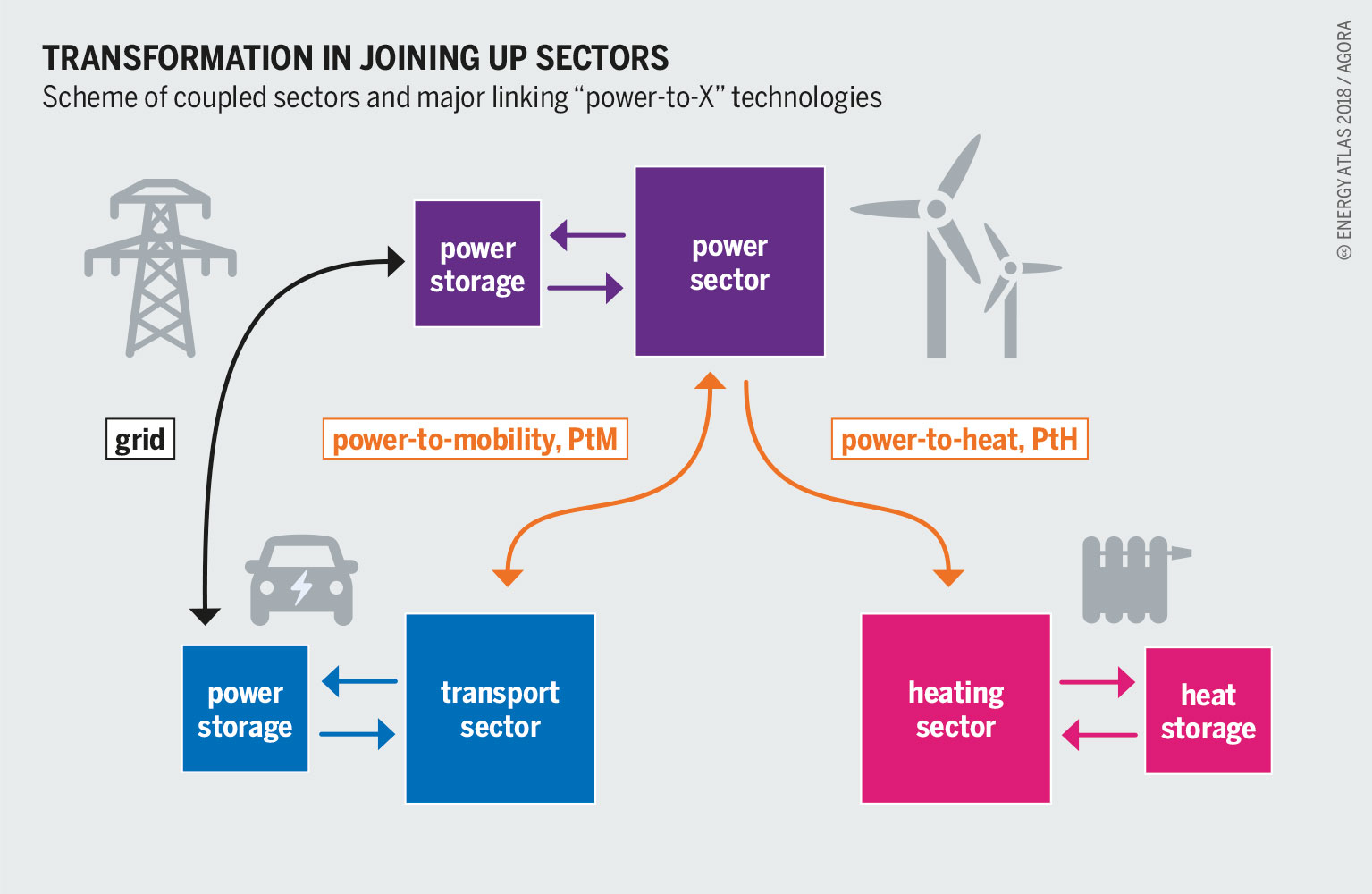
各セクターの連携、エネルギー変換

Power-to-X（P2XおよびP2Yも）は、電力を何らかのエネルギーに変換して貯蔵・利用する技術全般を指す。
これによって再生可能エネルギーのような新しいエネルギー源の不安定さを補ったり、無人の砂漠から海で大陸を超え需要地へ輸送したりできるようになる。
用語のXは、実に様々なものが考えられる。
- Power-to-chemicalː電力から化学物質（ガス（Power-to-gas）、水素（水素エネルギー社会）、アンモニア、メタン、液体燃料、マグネシウム（マグネシウム循環社会））
- Power-to-foodː電力から食料（水素細菌 (水の電気分解による水素生成を経由)、電気を食べる細菌[2]）
- Power-to-heatː電力から熱(蓄熱式冷暖房、エコキュートなど)
- Power-to-power ː電力から電力（定置式蓄電池、電気自動車の充電(Power-to-mobility) ）